# Mörel-Filet
Mörel-Filet (walsertyska: Mèrel/Medùl-Filett) är en kommun i distriktet Östlich Raron i kantonen Valais, Schweiz. Kommunen bildades den 1 januari 2009 då kommunerna Mörel och Filet slogs samman. Mörel-Filet har 745 invånare (2023).